# Südafrikanische Frauen-Cricket-Nationalmannschaft in Indien in der Saison 2024
Die Tour der südafrikanischen Frauen-Cricket-Nationalmannschaft nach Indien in der Saison 2024 fand vom 16. Juni bis zum 9. Juli 2024 statt. Die internationale Cricket-Tour war Bestandteil der internationalen Cricket-Saison 2024 und umfasste ein WTest, drei WODIs und drei WTwenty20s. Die WODIs waren Teil der ICC Women’s Championship 2022–2025. Indien gewann die WODI-Serie 3–0 und die WTest-Serie 1–0, während die WTwenty20-Serie 1–1 unentschieden endete.

## Vorgeschichte
Indien bestritt zuvor eine Tour in Bangladesch, während es für Südafrika die erste Tour der Saison war. Das letzte Aufeinandertreffen der beiden Mannschaften bei einer Tour fand in der Saison 2020/21 in Indien statt.

## Stadion
Die folgenden Stadien wurden für die Tour ausgewählt.
| Stadion                   | Stadt     | Kapazität | Spiele                 |
| ------------------------- | --------- | --------- | ---------------------- |
| M. Chinnaswamy Stadium    | Bangalore | 42.000    | 1. – 3. WODI           |
| M. A. Chidambaram Stadium | Chennai   | 46.000    | 1. WTest; 1. – 3. WT20 |

## Kaderlisten
Indien benannte seine Kader am 30. Mai 2024.
Südafrika benannte seine WTest- und WODI-Kader am 31. Mai 2024.
| WTest | WTest | WODI | WODI | WTwenty20 | WTwenty20 |
| Indien | Südafrika | Indien | Südafrika | Indien | Südafrika |
| --- | --- | --- | --- | --- | --- |
| - Harmanpreet Kaur (K) - Smriti Mandhana (VK) - Uma Chetry (wk) - Richa Ghosh (wk) - Rajeshwari Gayakwad - Saika Ishaque - Priya Punia - Sneh Rana - Arundhati Reddy - Jemimah Rodrigues - Shubha Satheesh - Deepti Sharma - Meghna Singh - Renuka Singh - Pooja Vastrakar - Shafali Verma | - Laura Wolvaardt (K) - Anneke Bosch - Tazmin Brits - Nadine de Klerk - Annerie Dercksen - Mieke de Ridder (wk) - Sinalo Jafta (wk) - Marizanne Kapp - Masabata Klaas - Suné Luus - Eliz-Mari Marx - Nonkululeko Mlaba - Tumi Sekhukhune - Nondumiso Shangase - Delmi Tucker | - Harmanpreet Kaur (K) - Smriti Mandhana (VK) - Uma Chetry (wk) - Richa Ghosh (wk) - Dayalan Hemalatha - Saika Ishaque - Shreyanka Patil - Priya Punia - Arundhati Reddy - Jemimah Rodrigues - Deepti Sharma - Renuka Singh - Asha Sobhana - Pooja Vastrakar - Shafali Verma - Radha Yadav | - Laura Wolvaardt (K) - Anneke Bosch - Tazmin Brits - Nadine de Klerk - Annerie Dercksen - Mieke de Ridder (wk) - Sinalo Jafta (wk) - Marizanne Kapp - Ayabonga Khaka - Masabata Klaas - Suné Luus - Eliz-Mari Marx - Nonkululeko Mlaba - Tumi Sekhukhune - Nondumiso Shangase - Delmi Tucker | - Harmanpreet Kaur (K) - Smriti Mandhana (VK) - Uma Chetry (wk) - Richa Ghosh (wk) - Dayalan Hemalatha - Amanjot Kaur - Shreyanka Patil - Arundhati Reddy - Jemimah Rodrigues - Sajeevan Sajana - Deepti Sharma - Renuka Singh - Asha Sobhana - Pooja Vastrakar - Shafali Verma - Radha Yadav | - Laura Wolvaardt (K) - Anneke Bosch - Tazmin Brits - Nadine de Klerk - Annerie Dercksen - Mieke de Ridder (wk) - Sinalo Jafta (wk) - Marizanne Kapp - Ayabonga Khaka - Masabata Klaas - Suné Luus - Eliz-Mari Marx - Nonkululeko Mlaba - Tumi Sekhukhune - Chloe Tryon |

## Tour Matches
| 13. Juni Scorecard | Bengaluru | Board President XI 71-1 (14) | – | Südafrika |
|                    |           | No Result                    |   |           |

## Women’s One-Day Internationals

### Erstes WODI in Bengaluru
| 16. Juni Scorecard | Bengaluru | Indien 265-8 (50)           | – | Südafrika 122 (37.4) |
|                    |           | Indien gewinnt mit 143 Runs |   |                      |

Indien gewann den Münzwurf und entschied sich als Schlagmannschaft zu beginnen. Für sie etablierte sich die Eröffnungs-Batterin Smriti Mandhana. An ihrer Seite erreichte Dayalan Hemalatha 12, Harmanpreet Kaur 10, Jemimah Rodrigues 17 und Deepti Sharma 37 Runs. Nachdem Pooja Vastrakar ins Spiel gekommen war, verlor Mandhana ihr Wicket nach einem Century über 117 Runs aus 127 Bällen. Vastrakar konnte bis zum Ende des innigns noch 31* Runs hinzufügen und so die Vorgabe auf 266 Runs erhöhen. Beste südafrikanische Bowlerin war Ayabonga Khaka mit 3 Wickets für 47 Runs. Für Südafrika formte Eröffnungs-Batterin Tazmin Brits zusammen mit Suné Luus eine Partnerschaft. Brits erreichte 18 Runs und wurde durch Marizanne Kapp ersetzt, der 24 Runs gelangen. In der Fogle schied Luus nach 33 Runs aus und Sinalo Jafta konnte 27* Runs erzielen, bis das letzte Wicket des Innings im 38. Over fiel. Beste indische Bowlerin war Asha Sobhana mit 4 Wickets für 21 Runs. Als Spielerin des Spiels wurde Smriti Mandhana ausgezeichnet.

### Zweites WODI in Bengaluru
| 19. Juni Scorecard | Bengaluru | Indien 325-3 (50)         | – | Südafrika 321-6 (50) |
|                    |           | indien gewinnt mit 4 Runs |   |                      |

Südafrika gewann den Münzwurf und entschied sich als Feldmannschaft zu beginnen. Für Indien etablierte sich Eröffnungs-Batterin Smriti Mandhana und an ihrer Seite erzielte Shafali Verma 20 und Dayalan Hemalatha 24 Runs, bevor Harmanpreet Kaur aufs Feld kam. Mandhana verlor ihr Wicket nach einem Century über 136 Runs aus 120 Bällen und Kaur beendete das Innings zusammen mit Ghosh und stellte die Vorgabe auf 326 Runs ein. Kaur erzielte dabei ein Century über 103* Runs aus 88 Bällen und Ghosh 25* Runs. Beste südafrikanische Bowlerin war Nonkululeko Mlaba mit 2 Wickets für 51 Runs. Für Südafrika etablierte sich die Eröffnungs-Batterin Laura Wolvaardt. An ihrer Seite erreichte Anneke Bosch 18 und Suné Luus 12 Runs. Daraufhin kam Marizanne Kapp ins Spiel, der ein Century über 114 Runs aus 94 Bällen gelang. Die ihr folgende Nadine de Klerk konnte 28 Runs erreichen, während Wolvaardt das innings ungeschlagen mit einem Century über 135* Runs aus 135 Bällen beendete, was jedoch nicht ausreichte um die Vorgabe einzuholen. Beste indische Bowlerinnen waren Pooja Vastrakar mit 2 Wickets für 54 Runs und Deepti Sharma mit 2 Wickets für 56 Runs. Als Spielerin des Spiels wurde Harmanpreet Kaur ausgezeichnet.

### Drittes WODI in Bengaluru
| 23. Juni Scorecard | Bengaluru | Südafrika 215 (50)           | – | Indien 220-4 (40.4) |
|                    |           | Indien gewinnt mit 6 Wickets |   |                     |

Südafrika gewann den Münzwurf und entschied sich als Schlagmannschaft zu beginnen. Für sie bildeten die Eröffnungs-Batterinnen Laura Wolvaardt und Tazmin Brits eine Partnerschaft. Wolvaardt erreichte ein Fifty über 61 Runs und Brits 38 Runs. In der Folge formten Suné Luus und Nadine de Klerk eine weitere Partnerschaft. Luus erzielte 13 Runs und die ihr folgende Nondumiso Shangase 16 Runs. Kurz darauf verlor auch de Klerk ihr Wicket, bevor Mieke de Ridder das Innings ungeschlagen mit 26* Runs beendete und die Vorgabe auf 216 Runs erhöhte. Beste indische Bowlerinnen waren Deepti Dharma mit 2 wickets für 27 Runs und Arundhati Reddy mit 2 Wickets für 36 Runs. Für Indien begannen die Eröffnungs-Batterinnen Smriti Mandhana und Shafali Verma. Verma erreichte 25 Runs und die ihr folgende Priya Punia 28 Runs. Daraufhin folgte Harmanpreet Kaur und Mandhana schied nach einem Fifty über 90 Runs aus. Nachdem Jemimah Rodrigues aufs Feld gekommen war, verlor Kaur ihr Wicket nach 42 Runs und Rodrigues konnte mit 19* Runs die Vorgabe im 41 Over einholen. Die südafrikanischen wickets erzielten Ayabonga Khaka, Tumi Sekhukhune und Nonkululeko Mlaba. Als Spielerin des Spiels wurde Deepti Sharma ausgezeichnet.

## WTest in Chennai
| 28. Juni – 1. Juli Scorecard | Chennai | Indien 603-6d (115.1) & 37-0 (9.2) | – | Südafrika 266 (84.3) & 373 (154.4) |
|                              |         | Indien gewinnt mit 10 wickets      |   |                                    |

Indien gewann den Münzwurf und entschied sich als Schlagmannschaft zu beginnen. Für sie begannen die Eröffnungs-Batterinnen Shafali Verma und Smriti Mandhana. Zusammen erreichten sie in ihrer Partnerschaft 292 Runs, bevor das Wicket von Mandhana nach einem Century über 149 Runs aus 161 Bällen fiel. Die ihr folgende Shubha Satheesh erzielte 15 Runs, bevor Jemimah Rodrigues ins Spiel kam. Verma erreichte ein Double-Century über 205 Runs aus 197 Bällen und wurde durch Harmanpreet Kaur gefolgt. Rodrigues schied nach einem Fifty über 55 Runs aus und nachdem Richa Ghosh aufs Feld kam, endete der Tag beim Stand von 525/4. Am zweiten Tag schied Kaur nach einem Fifty über 69 und Ghosh nach einem ebensolchen über 86 Runs, woraufhin Indien das Innings nach 603 Runs deklarierte. Beste südafrikanische Bowlerin war Delmi Tucker mit 2 Wickets für 141 Runs. Für Südafrika formten die Eröffnungs-Batterinnen Laura Wolvaardt und Anneke Bosch eine Partnerschaft. Wolvaardt erreichte 20 Runs und wurde gefolgt durch Suné Luus. Bosch erzielte 39 Runs, woraufhin Marizanne Kapp ins Spiel kam. Nachdem Luus ein Fifty über 65 Runs erzielt hatte, kam Nadine de Klerk ins Spiel und der Tag endete beim Stand von 236/4. Am dritten Tag schied Kapp nach ein em Fifty über 74 Runs aus und de Klerk erreichte 39 Runs, woraufhin kurz darauf das letzte Wicket des Innings fiel als Südafrika einen Rückstand von 337 Runs hatte. Damit forderte Indien das Follow-on ein. Beste indische Bowlerin war Sneh Rana mit 8 Wickets für 77 Runs. In ihrem zweiten Innings formte Eröffnungs-Batterin Laura Wolvaardt mit der dritten Schlagfrau Suné Luus eine Partnerschaft. Luus erzielte dabei ein Century über 109 Runs aus 203 Bällen, woraufhin Marizanne Kapp aufs Feld kam und der Tag beim Stand von 232/2 endete. Am vierten Tag schied Kapp nach 31 Runs aus, woraufhin Nadine de Klerk ins Spiel kam. Wolvaardt schied nach einem Century über 122 Runs aus 314 Bällen aus und die ihr folgende Sinalo Jafta konnte 15 Runs erzielen. De Klerk verlor daraufhin nach einem Fifty über 61 Runs das letzte Wicket des Innings, womit Südafrika dem indischen Team eine Vorgabe von 37 Runs stellte. beste indische Bowlerinnen waren Rajeshwari Gayakwad mit 2 Wickets für 55 Runs, Deepti Sharma mit 2 Wickets für 95 Runs und Sneh Rana mit 2 Wickets für 111 Runs. Für Indien konnte daraufhin die Eröffnungs-Batterinnen Shubha Satheesh und Shafali Verma die Vorgabe im 10. Over einholen. Verma erreichte dabei 24 und Satheesh 13 Runs. Als Spielerin des Spiels wurde Sneh Rana ausgezeichnet.

## Women’s Twenty20 International

### Erstes WT20 in Chennai
| 5. Juli Scorecard | Chennai | Südafrika 189-4 (20)          | – | Indien 177-4 (20) |
|                   |         | Südafrika gewinnt mit 12 Runs |   |                   |

Indien gewann den Münzwurf und entschied sich als Feldmannschaft zu beginnen. Für Südafrika bildeten die Eröffnungs-Batterinnen Laura Wolvaardt und Tazmin Brits eine Partnerschaft. Wolvaardt erreichte 33 Runs und die ihr folgende Marizanne Kapp konnte ein Fifty über 57 Runs erzielen. Nachdem Chloe Tryon 12 Runs gelangen verlor Brits ihr Wicket mit dem letzten Ball des Innings nach einem Fifty über 81 Runs. Damit erhöhte sie die Vorgabe auf 190 Runs. Beste indische Bowlerinnen waren Pooja Vastrakar mit 2 Wickets für 23 Runs und Radha Yadav mit 2 Wickets für 40 Runs. Für Indien formten die Eröffnungs-Batter Shafali Verma und Smriti Mandhana eine Partnerschaft. Verma erreichte 18 Runs und nachdem Dayalan Hemalatha aufs Feld gekommen war schied Mandhana nach 46 Runs aus. Kurz darauf schied auch Hemalatha nach 14 Runs aus und Harmanpreet Kaur bildete zusammen mit Jemimah Rodrigues eine weitere Partnerschaft. Kaur schied mit dem letzten Ball des Innings nach 35 Runs aus als Rodrigues bei 53* Runs stand. Dennoch reichte dieses nicht aus die Vorgabe einzuholen. Die südafrikanischen Wickets erzielten Nadine de Klerk, Chloe Tryon, Nonkululeko Mlaba und Ayabonga Khaka. Als Spielerin des Spiels wurde Tazmin Brits ausgezeichnet.

### Zweites WT20 in Chennai
| 7. Juli Scorecard | Chennai | Südafrika 177-6 (20) | – | Indien |
|                   |         | No Result            |   |        |

Das Spiel begann auf Grund von Regenfällen verspätet. Indien gewann den Münzwurf und entschied sich als Feldmannschaft zu beginnen. Für Südafrika formten die Eröffnungs-Batterinnen Laura Wolvaardt und Tazmin Brits eine Partnerschaft. Wolvaardt schied nach 22 Runs aus und die ihr folgende Marizanne Kapp erreichte 20 Runs. Nachdem Anneke Bosch ins Spiel kam, schied Brits nach einem Fifty über 52 Runs aus. Daraufhin erzielte Chloe Tryon 12 Runs und wurde gefolgt durch Nadine de Klerk. Busch verlor ihr Wicket nach 40 Runs, woraufhin Annerie Dercksen aufs Feld kam. De Klerk erreichte 14 Runs, während Dercksen mit 12* Runs das Innings beendete. Beste indische Bowlerinnen waren Deepti Sharma mit 2 Wickets für 20 Runs und Pooja Vastrakar mit 2 Wickets für 37 Runs. Die leichten Regenfälle die über Weite teile des Spieles anhielten veranlassten in der Innings-Pause das Spielfeld abzudecken, woraufhin das Spiel nicht mehr gestartet werden konnte.

### Drittes WT20 in Chennai
| 9. Juli Scorecard | Chennai | Südafrika 84 (17.1)           | – | Indien 88-0 (10.5) |
|                   |         | Indien gewinnt mit 10 Wickets |   |                    |

Indien gewann den Münzwurf und entschied sich als Feldmannschaft zu beginnen. Für Südafrika bildeten die Eröffnungs-Batterin Tazmin Brits und der dritte Schlagfrau Marizanne Kapp eine Partnerschaft. Kapp erreichte 10 Runs und wurde gefolgt durch Anneke Bosch. Brits schied nach 20 Runs aus und nachdem Bosch 17 Runs erzielte konnte sich keine weitere Batterin mehr etablieren. Das letzte Wicket fiel im 18. Over. Beste indische Bowlerinnen waren Pooja Vastrakar mit 4 Wickets für 13 Runs und Radha Yadav mit 3 Wickets für 6 Runs. Für Indien konnten die Eröffnungs-Batterinnen Shafali Verma und Smriti Mandhana die Vorgabe ohne Verlust eines Wickets im elften Over einholen. Mandhana erzielte dabei ein Fifty über 54* Runs und Verma erreichte 27* Runs. Als Spielerin des Spiels wurde Pooja Vastrakar ausgezeichnet.

## Auszeichnungen

### Player of the Series
Als Player of the Series wurden der folgende Spieler ausgezeichnet.
| Serie | Player of the Series |
| ----- | -------------------- |
| WTest | –                    |
| WODI  | Smriti Mandhana      |
| WT20  | Pooja Vastrakar      |

### Player of the Match
Als Player of the Match wurden die folgenden Spielerinnen ausgezeichnet.
| Spiel    | Player of the Match |
| -------- | ------------------- |
| 1. WTest | Sneh Rana           |
| 1. WODI  | Smriti Mandhana     |
| 2. WODI  | Harmanpreet Kaur    |
| 3. WODI  | Deepti Sharma       |
| 1. WT20  | Tazmin Brits        |
| 2. WT20  | –                   |
| 3. WT20  | Pooja Vastrakar     |